# 田倉雅雄
田倉 雅雄（たくら まさお、1955年 - ）は、東京都町田市出身の日本の高校野球指導者。東海大学付属相模高等学校元保健体育科教諭。

## 経歴
町田市立堺中学校時代にエースとして活躍。
原貢率いる東海大相模高校に憧れ、入学。3年夏には投手として、甲子園大会に登板。
高校卒業後は東海大に進み、野球部に所属。1976年の大学選手権で日本一を経験している。
高校時代の恩師の原が東海大の監督に就任するのに伴い、東海大の投手コーチに就任。
1979年春からは24歳にして、東海大相模高校の監督に就任。1980年には自身による不祥事(後述）で夏の大会を辞退し、その後一時的に監督から退任。1984年に監督に復帰。1980年、1986年、1988年の春の県大会で優勝。その後は東海大相模中の野球部監督を経て、1995年からは高校野球部の部長に就任した。
2017年3月末をもって同校を定年退職。同校や野球部には47年近く携わり続けた。
定年退職後は自身の母校の東海大が所属する、首都大学野球連盟の事務局長に就き、リーグ運営に携わっている。

## 人物
東海大相模の野球部には半世紀近い約47年間携わり続けた。歴代の東海大相模高校野球部の卒業生約1400人の中で1970年8月20日、2000年4月4日、2011年4月3日、2015年8月20日の全国制覇を四度経験したのは田倉のみである。

## 不祥事（体罰行為）
1980年夏の神奈川県大会で保土ケ谷球場で行われた３回戦にてベンチに戻った投手に平手打ちをし、神奈川テレビの中継カメラにライブで放映された。田倉は試合後の取材に対し、「地に足が着いていなかったから、目を覚ます意味でした」と暴力を指導の一つといった回答をした。しかし、視聴者から当時の高校野球人気、体罰容認の風潮がある中でも多数の猛抗議が殺到。重く見た日本高野連の方針を受けて、２日後、その後の試合を東海大相模を辞退した。田倉はその秋、日本学生野球協会から改めて１年間の謹慎処分を受けた。